# Othakalmandapam
Othakalmandapam (o Othakkalmandapam) è una suddivisione dell'India, classificata come town panchayat, di 9.681 abitanti, situata nel distretto di Coimbatore, nello stato federato del Tamil Nadu. In base al numero di abitanti la città rientra nella classe V (da 5.000 a 9.999 persone).

## Geografia fisica
La città è situata a 10° 53' 53 N e 77° 00' 17 E.

## Società

### Evoluzione demografica
Al censimento del 2001 la popolazione di Othakalmandapam assommava a 9.681 persone, delle quali 4.919 maschi e 4.762 femmine. I bambini di età inferiore o uguale ai sei anni assommavano a 889, dei quali 439 maschi e 450 femmine. Infine, coloro che erano in grado di saper almeno leggere e scrivere erano 6.758, dei quali 3.851 maschi e 2.907 femmine.